# Train urbain électrifié de Kiev
Le Train urbain électrifié de Kiev  (en ukrainien : Київська міська електричка) est un réseau de transport en commun urbain de la ville de Kiev.

## Histoire
La ligne est mise en service en 2009, la dernière section en 2011. 

## Infrastructure

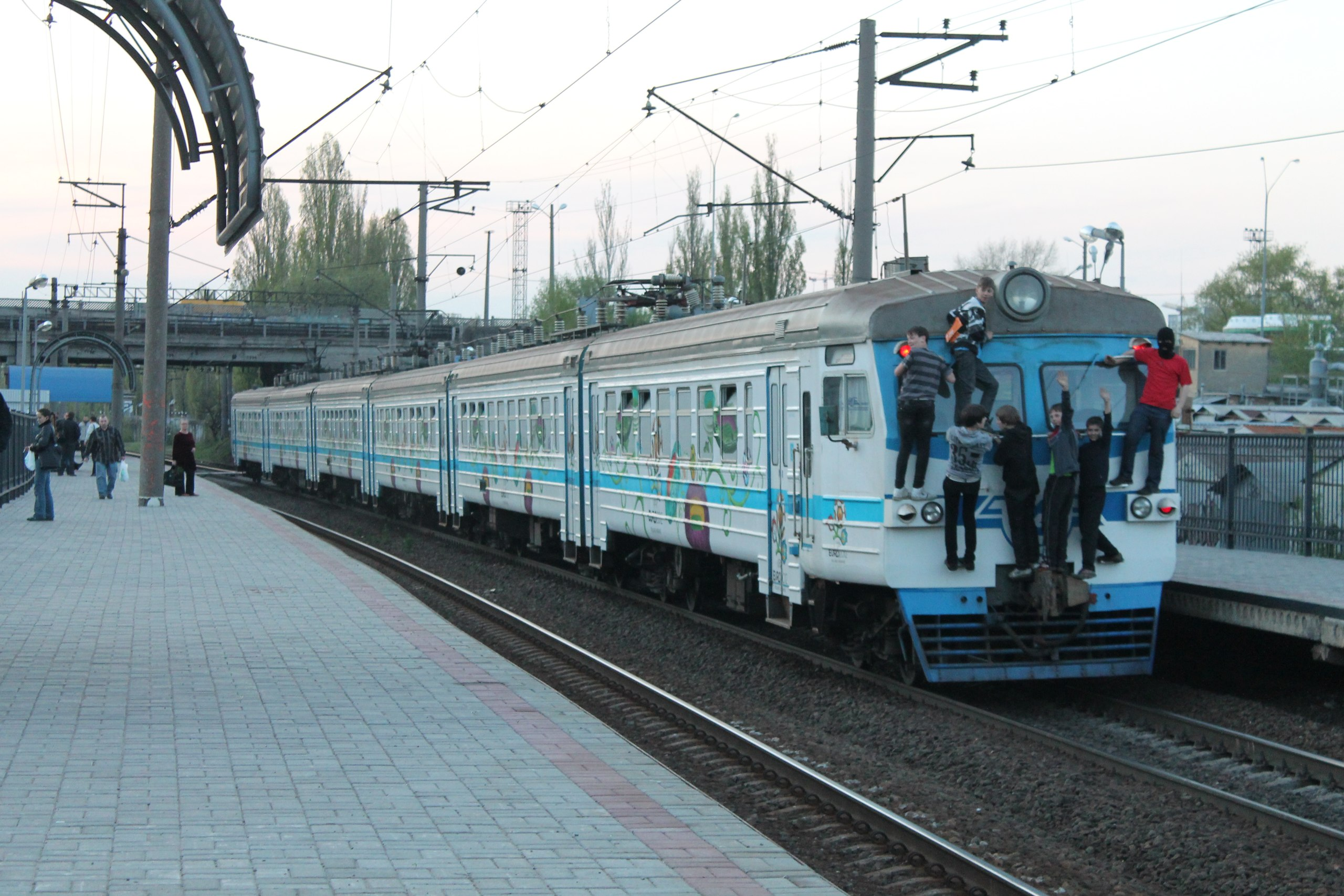
ER9M.
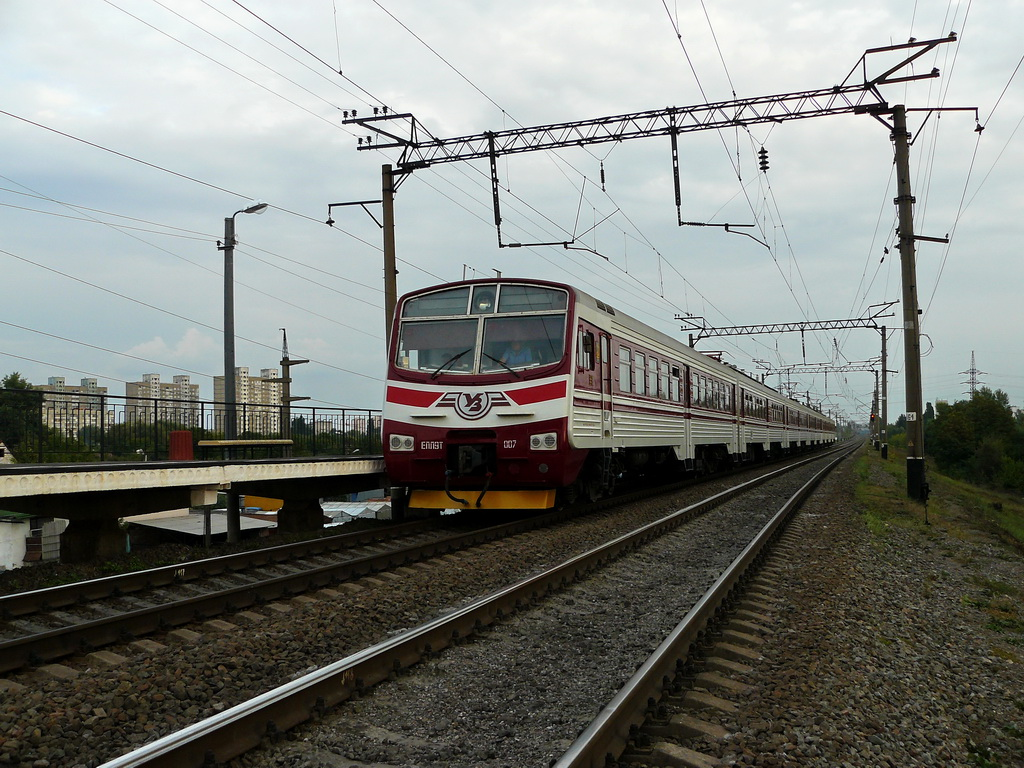
EPL9T

### Ligne
La ligne, depuis la connexion avec la Gare de Darnytsia fait des ronds sur la ligne. Mais tous ne font pas le parcours complet et tournent à la gare de Kyiv-Volynskyi.

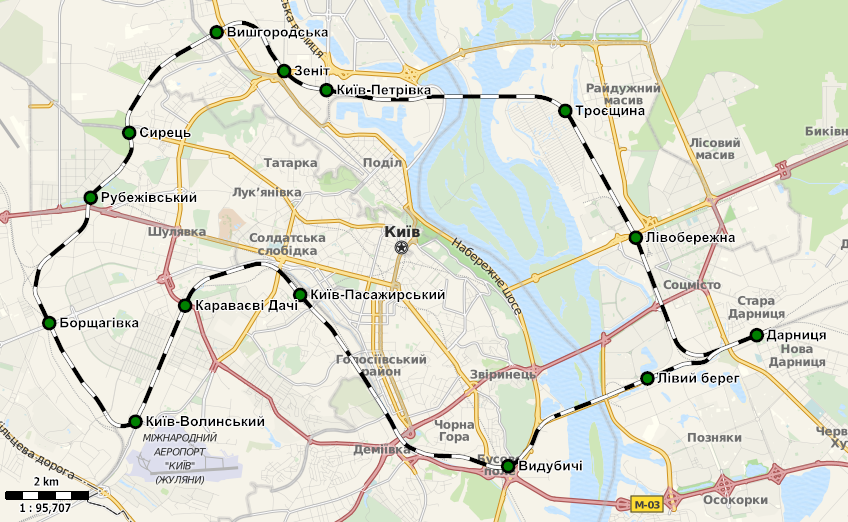
Le trajet.

### Haltes
- Gare de Livyi Bereh
- Gare de Vydoubytchi correspondance (M3).
- Gare de Kiev-Passajyrsky : correspondance Vokzal'na (M1).
- Gare de Karavaevi Datchi (uk).
- Gare de Kyiv-Volynskyi, correspondances régionales.
- Gare de Borchtchahivka (uk).
- Gare de Rubezovsky (uk) correspondance M1.
- Gare de Sirets correspondance M3.
- Gare de Vychgorodska (uk).
- Gare de Zenit (uk).
- gare de Potchaïna correspondance M2
- Gare de Troïechtchyna-2 (uk).
- Gare de Troïechtchyna (uk).
- Gare de Kyiv-Dniprovskyi (fermée).
- Gare de Livoberejna correspondance M1
- Gare de Darnytsia.